# Complesso universitario di via del Castro Laurenziano
Il complesso universitario di via del Castro Laurenziano dell'Università "La Sapienza" di Roma è un esempio significativo di architettura moderna (razionalismo italiano), progettato da Gaetano Minnucci con la collaborazione del suo allievo Giuseppe Cigni tra il 1961 e il 1968. L'edificio è stato realizzato per ospitare la nuova sede della facoltà di economia, sostituendo la precedente ubicazione in piazza Borghese, rispondendo all'esigenza di spazi funzionali e moderni.

## Descrizione
Il palazzo è situato su via del Castro Laurenziano 9 e rappresenta uno degli ultimi interventi di Gaetano Minnucci come parte della "città universitaria", dopo aver progettato il Dopolavoro universitario e la Caserma della milizia universitaria. L'edificio si sviluppa in tre blocchi principali.
- Primo blocco: Questo blocco ospita l'ingresso principale e gli uffici della presidenza. L'accesso avviene tramite una scalinata obliqua che conduce all'ingresso coperto. Il basamento è in pietra e sorregge una struttura sopraelevata sostenuta da setti verticali. All'interno del blocco, il corpo scala collega i vari piani, dove si trovano gli uffici amministrativi.
- Secondo blocco: Questo blocco è dedicato alle grandi aule, tra cui spicca l'aula intitolata a Ezio Tarantelli, conosciuta anche come "Sala Acquario" per via della sua grande vetrata a sud. L'aula ha una forma a conchiglia ed è visibile dall'esterno attraverso le rampe di scale parallele che la affiancano, evidenziandone la struttura. Le aule aggiuntive si trovano al primo piano e sono accessibili tramite una scala centrale.
- Terzo blocco: Quest'area ospita la biblioteca centrale Enrico Barone e altre aule. La sua disposizione crea una struttura cruciforme con un corridoio che connette i diversi spazi, uniti da una scala che ne raccorda il dislivello.

La facciata principale dell'edificio, che si affaccia su via del Castro Laurenziano, si sviluppa su tre livelli. Ogni livello è caratterizzato da una fascia in pietra rossa e serramenti in alluminio, ritmati da montanti in acciaio che inquadrano le finestre. I prospetti laterali presentano una griglia ortogonale composta da pilastri e fasce marcapiano, intervallati da infissi e rivestimenti in mattoni.
Il progetto pone particolare attenzione alla fluidità degli spazi interni, caratterizzati dall'alternanza di volumi compressi e dilatati. Gli interni sono arricchiti da materiali come marmo scuro per gli ingressi delle aule, legno per gli infissi progettati nel dettaglio e cemento armato a vista per i soffitti. I pavimenti in granito si alternano per segnare le diverse aree funzionali, comprese le scale e i pilastri rivestiti in alluminio.